# L'Authentique Procès de Carl-Emmanuel Jung
Pour plus de détails, voir Fiche technique et Distribution.
L'Authentique Procès de Carl-Emmanuel Jung est un film français réalisé en 1966 par Marcel Hanoun, sorti en 1967.

## Synopsis
Le procès du personnage fictif Carl-Emmanuel Jung, ancien chef d'un camp de concentration et tortionnaire.

## Fiche technique
- Titre : L'Authentique Procès de Carl-Emmanuel Jung
- Réalisation : Marcel Hanoun
- Scénario et dialogues : Marcel Hanoun
- Photographie : Georges Strouvé
- Musique non originale : Jean-Sébastien Bach et Christoph Willibald Gluck
- Son : Michel Fano
- Montage : Denise de Casabianca
- Décors : Mireille Bouillé
- Producteur : Marcel Hanoun
- Production : Hanoun Productions
- Distribution : Marcel Hanoun Distribution
- Durée : 62 minutes
- Date de sortie : 7 décembre 1967
- Reprise France : 14 mars 1979

## Distribution
- Maurice Paullenot : Carl-Emmanuel Jung
- Ellen Bernsen : le neuvième témoin
- Jane Le Gall : Madame Jung
- Liza Braconnier : la fille de Jung
- Raymond Jourdan : le troisième juge
- Michael Lonsdale : un avocat
- Jean-Marie Serreau : le premier juge
- Jacques Delmare : un avocat
- Marcel Bisiaux : l’assesseur
- Robert Delanne : un témoin
- Jean d'Yvoire : un témoin
- Raymond Gerbal : un témoin
- Jean-François Laley : un témoin
- César Gattegno : un témoin
- Suzy Marquis : le quatrième témoin
- Georges Montant : le deuxième juge
- Robert Valey : le procureur
- Gérard Vaudran : le journaliste
- Julien Verdier : un témoin
- André Accart : le greffier
- Jean-Claude Charnay : le traducteur
- Michel Chilo : l'avocat de la défense
- Katia Koslowski : une traductrice
- Marianne Pade : une traductrice
- Henri Pialat : un témoin
- Vincent Roques : le fils Jung